# Liste von Namensreaktionen/A
| Entdecker | Jahr                         | Reagenzien | Kurzbeschreibung                                                                                           | Zielmolekül(e)                                | Quelle                       |
| Abiko-Masamune-Aldolreaktion | Abiko-Masamune-Aldolreaktion | Abiko-Masamune-Aldolreaktion                                                                                      | Abiko-Masamune-Aldolreaktion                                                                               | Abiko-Masamune-Aldolreaktion                  | Abiko-Masamune-Aldolreaktion |
| --- | ---------------------------- | --- | --- | --------------------------------------------- | ---------------------------- |
| Atsushi Abiko, Satoru Masamune | 1996                         | Ester der Propionsäure mit Abiko-Masamune-Auxiliar (Norephedrin-Derivat), Aldehyde, Diorganylbortriflate          | Bildung eines Bor-Enolats, (Veresterung), Aldol-Reaktion                                                   | diastereomerenreine β-Hydroxycarbonsäureester | [ 1 ]                        |
| Reaktionsschema Abiko-Masamune-Aldolreaktion                                                                                       |                              | | |                                               |                              |
| Abnormale Claisen-Umlagerung |                              | | |                                               |                              |
| Walter M. Lauer, William F. Filbert (benannt nach Ludwig Claisen)                                                                  | 1936                         | Phenylallylether                                                                                                  | Umlagerung                                                                                                 | o-Allylphenole                                | [ 2 ]                        |
| Reaktionsschema Abnormale Claisen-Umlagerung                                                                                       |                              | | |                                               |                              |
| Abramovitch-Shapiro-Tryptaminsynthese                                                                                              |                              | | |                                               |                              |
| R. A. Abramovitch, David J. Shapiro                                                                                                | 1956                         | Tetrahydropyridoindolone                                                                                          | Ringöffnung, Decarboxylierung                                                                              | Tryptamine                                    | [ 3 ]                        |
| Reaktionsschema Abramovitch-Shapiro-Tryptaminsynthese                                                                              |                              | | |                                               |                              |
| Abramow-Reaktion |                              | | |                                               |                              |
| Wassili Abramow | 1954                         | Carbonylverbindungen, Alkylphosphite                                                                              | Phosphonylierung                                                                                           | Hydroxyalkylphosphonate                       | [ 4 ]                        |
| Reaktionsschema Abramow-Reaktion                                                                                                   |                              | | |                                               |                              |
| Achmatowicz-Reaktion |                              | | |                                               |                              |
| Osman Achmatowicz | 1971                         | Furane, Brom, Säure                                                                                               | Umlagerung                                                                                                 | Dihydropyrane                                 | [ 5 ]                        |
| Reaktionsschema Achmatowicz-Reaktion                                                                                               |                              | | |                                               |                              |
| Acetessigester-Kondensation (Claisen-Geuther-Kondensation)                                                                         |                              | | |                                               |                              |
| Johann Georg Anton Geuther | 1863                         | Carbonsäureethylester, Natriumethanolat                                                                           | Kondensation                                                                                               | β-Ketoester                                   | [ 6 ]                        |
| Reaktionsschema Acetessigester-Kondensation                                                                                        |                              | | |                                               |                              |
| Acetessigester-Synthese |                              | | |                                               |                              |
| Arthur Michael (benannt nach Ausgangsstoff)                                                                                        | 1909                         | Acetessigsäureester, Halogenalkane, Base                                                                          | Bildung eines Enols, Alkylierung, Decarboxylierung                                                         | Ketone                                        | [ 7 ]                        |
| Reaktionsschema Acetessigester-Synthese                                                                                            |                              | | |                                               |                              |
| Acyloin-Kondensation |                              | | |                                               |                              |
| Louis Bouveault, R. Loquin (benannt nach Produkt)                                                                                  | 1905                         | Carbonsäureester, Natrium                                                                                         | radikalische Dimerisierung, Abspaltung von Alkoholaten zum Diketon, Reduktion, wässrige Aufarbeitung       | Acyloine                                      | [ 8 ]                        |
| Reaktionsschema Acyloin-Kondensation                                                                                               |                              | | |                                               |                              |
| Acyloin-Umlagerung |                              | | |                                               |                              |
| (benannt nach Molekül) |                              | Acyloine | Umlagerung                                                                                                 | Acyloine                                      |                              |
| Reaktionsschema Acyloin-Umlagerung                                                                                                 |                              | | |                                               |                              |
| Adams-Decarboxylierung (Adams-Reaktion)                                                                                            |                              | | |                                               |                              |
| Roger Adams | 1948                         | Cumarine mit Carbonsäuregruppe in Position 3, Natriumhydrogensulfat, Natriumhydroxid                              | Decarboxylierung                                                                                           | Cumarine                                      | [ 9 ]                        |
| Reaktionsschema Adams-Decarboxylierung                                                                                             |                              | | |                                               |                              |
| Adkins-Peterson-Reaktion |                              | | |                                               |                              |
| Homer Burton Adkins, Wesley R. Peterson                                                                                            | 1931                         | Methanol, Sauerstoff, Metalloxid-Katalysator                                                                      | Oxidation                                                                                                  | Formaldehyd                                   | [ 10 ]                       |
| Reaktionsschema Adkins-Peterson-Reaktion                                                                                           |                              | | |                                               |                              |
| Adler-Phenoloxidation (Adler-Becker-Oxidation)                                                                                     |                              | | |                                               |                              |
| Erich Adler | 1959                         | ortho-Alkoxyphenole, Natriumperiodat                                                                              | Oxidation                                                                                                  | Spirooxirane                                  | [ 11 ]                       |
| Reaktionsschema Adler-Phenoloxidation                                                                                              |                              | | |                                               |                              |
| Ainley-King-Synthese |                              | | |                                               |                              |
| A. D. Ainley, Harold King | 1938                         | p-Anisidine, Acetessigester, Wasserstoff, Benzaldehyd, Ethyl-ε-benzamidocaproat, Bromwasserstoff, Natriumcarbonat | mehrstufige Reaktion                                                                                       | α-Piperidyl-4-chinolinmethanole               | [ 12 ]                       |
| Reaktionsschema Ainley-King-Synthese                                                                                               |                              | | |                                               |                              |
| Akabori-Aminosäure-Reaktionen |                              | | |                                               |                              |
| Shiro Akabori | 1931                         | Aminosäuren, Zucker                                                                                               | oxidative Zersetzung und Abspaltung von CO2, NH3                                                           | Aldehyde                                      | [ 13 ]                       |
| Reaktionsschema Akabori-Aminosäure-Reaktion                                                                                        |                              | | |                                               |                              |
| Shiro Akabori | 1933                         | Aminosäuren, Natriumamalgam                                                                                       | Reduktion in ethanolischer Salzsäure                                                                       | Aldehyde                                      | [ 14 ]                       |
| Reaktionsschema Akabori-Aminosäure-Reaktion                                                                                        |                              | | |                                               |                              |
| Albright-Goldman-Oxidation |                              | | |                                               |                              |
| J. Donald Albright, Leon Goldman                                                                                                   | 1965                         | primäre/sekundäre Alkohole                                                                                        | Oxidation primärer Alkohole zu Aldehyden oder sekundärer Alkohole zu Ketonen                               | Aldehyde, Ketone                              | [ 15 ]                       |
| Reaktionsschema Albright-Goldman-Reaktion für primäre Alkohole                                                                     |                              | | |                                               |                              |
| Albright-Onodera-Oxidation |                              | | |                                               |                              |
| J. Donald Albright, Konoshin Onodera                                                                                               | 1965                         | Alkohole, Phosphorpentoxid, DMSO                                                                                  | Oxidation                                                                                                  | Aldehyde, Ketone                              | [ 16 ] [ 17 ]                |
| Reaktionsschema Onodera-Oxidation                                                                                                  |                              | | |                                               |                              |
| Alder-En-Reaktion |                              | | |                                               |                              |
| Kurt Alder | 1943                         | Alkene, Verbindung mit Doppelbindung                                                                              | pericyclische Reaktion von En und Enophil                                                                  |                                               | [ 18 ]                       |
| Reaktionsschema Alder-En-Reaktion                                                                                                  |                              | | |                                               |                              |
| Alder-Rickert-Reaktion |                              | | |                                               |                              |
| Kurt Alder, Hans Ferdinand Rickert                                                                                                 | 1936                         | Cyclohexadiene, Alkine                                                                                            | Diels-Alder-Reaktion                                                                                       | polysubstituierte Aromaten                    | [ 19 ]                       |
| Reaktionsschema Alder-Rickert-Reaktion                                                                                             |                              | | |                                               |                              |
| Aldol-Reaktion |                              | | |                                               |                              |
| Robert Kane (benannt nach Produkt)                                                                                                 | 1838                         | Aldehyde/Ketone, Säure/Base                                                                                       | Bildung eines Enolates, Addition oder Kondensation unter Wasserabspaltung                                  | Aldole oder α,β-ungesättigte Aldehyde/Ketone  | [ 20 ]                       |
| Reaktionsschema Aldol-Reaktion |                              | | |                                               |                              |
| Algar-Flynn-Oyamada-Reaktion |                              | | |                                               |                              |
| Joseph Algar, John P. Flynn, T. Oyamada                                                                                            | 1934                         | Chalkone, Wasserstoffperoxid                                                                                      | ringschließende Oxidation                                                                                  | Flavonole                                     | [ 21 ] [ 22 ]                |
| Reaktionschema Algar-Flynn-Oyamada-Reaktion                                                                                        |                              | | |                                               |                              |
| Alkenmetathese |                              | | |                                               |                              |
| Nissim Calderon (benannt nach Reaktionsverlauf)                                                                                    | 1967                         | Alkene, Katalysator                                                                                               | katalytischer Austausch von Alkylidengruppen                                                               | Alkene                                        | [ 23 ]                       |
| Reaktionsschema Alkenmetathese |                              | | |                                               |                              |
| Alkinmetathese |                              | | |                                               |                              |
| André Mortreux (benannt nach Reaktionsverlauf)                                                                                     | 1974                         | Alkine, Katalysator                                                                                               | katalytischer Austausch von Alkingruppen                                                                   | Alkine                                        | [ 24 ]                       |
| Reaktionsschema Alkinmetathese |                              | | |                                               |                              |
| Allan-Robinson-Reaktion |                              | | |                                               |                              |
| James Allan, Robert Robinson | 1924                         | ortho-Hydroxyarylketone, aromatische Anhydride                                                                    | Acylierung, Abspaltung einer Carbonsäure, Ringschluss                                                      | Flavone, Isoflavone                           | [ 25 ]                       |
| Reaktionsschema Allan-Robinson-Reaktion                                                                                            |                              | | |                                               |                              |
| Allen–Millar–Trippett-Umlagerung                                                                                                   |                              | | |                                               |                              |
| David W. Allen, Ian T. Millar, Stuart Trippett                                                                                     | 1969                         | cyclische Phosphine, Diiodmethan, Kaliumhydroxid                                                                  | Methylierung, Reaktion von Phosphor mit Hydroxid, Umlagerung unter Ringerweiterung                         | Phosphanoxide                                 | [ 26 ]                       |
| Reaktionschema Allen–Millar–Trippett-Umlagerung                                                                                    |                              | | |                                               |                              |
| Allylumlagerung |                              | | |                                               |                              |
| Ludwig Claisen (benannt nach Molekülteil)                                                                                          | 1912                         | Alkene mit Kohlenstoffatom in Allylstellung                                                                       | Umlagerung                                                                                                 | mesomeriestabilisierte Alkene                 | [ 27 ]                       |
| Reaktionschema Allylumlagerung |                              | | |                                               |                              |
| Alper-Carbonylierung |                              | | |                                               |                              |
| Howard Alper | 1981                         | cyclische Amine, Kohlenstoffmonoxid, Übergangsmetall-Katalysator (Pd, Rh, Ru, Co)                                 | Carbonyl-Insertion unter Ringerweiterung                                                                   | Lactame                                       | [ 28 ]                       |
| Reaktionschema Alper-Carbonylierung                                                                                                |                              | | |                                               |                              |
| Alphen-Hüttel-Umlagerung |                              | | |                                               |                              |
| J. van Alphen, Rudolf Hüttel | 1943/60                      | Pyrazole | Umlagerung                                                                                                 | 3H-Pyrazole                                   | [ 29 ] [ 30 ]                |
| Reaktionsschema Alphen-Hüttel-Umlagerung                                                                                           |                              | | |                                               |                              |
| Amadori-Umlagerung |                              | | |                                               |                              |
| Mario Amadori | 1925                         | Aldosylamine | Umlagerung, Teil der Maillard-Reaktion                                                                     | 1-Amino-1-desoxyketosen                       | [ 31 ]                       |
| Reaktionschema Amadori-Umlagerung                                                                                                  |                              | | |                                               |                              |
| Andersen-Methode |                              | | |                                               |                              |
| Kenneth K. Andersen | 1962                         | Sulfinylchloride, Menthol, Grignard-Reagenz                                                                       | Bildung des Menthyl-p-tolylsulfinates, Epimertrennung durch Kristallisation, Reaktion mit Grignard-Reagenz | enantiomerenreine Sulfoxide                   | [ 32 ]                       |
| Reaktionsschema Andersen-Methode                                                                                                   |                              | | |                                               |                              |
| Andrussow-Prozess |                              | | |                                               |                              |
| Leonid Andrussow | 1927                         | Methan, Ammoniak, Sauerstoff, Platin-Rhodium-Katalysator                                                          | katalytische Gasphasenreaktion                                                                             | Blausäure                                     | [ 33 ]                       |
| {\displaystyle \mathrm {CH_{4}\ +\ NH_{3}\ +\ O_{2}\longrightarrow \ HCN\ +\ 2\ H_{2}O\ +\ H_{2},\ \Delta _{R}\ =\ -228\ kJ/mol} } |                              | | |                                               |                              |
| Anelli-Oxidation |                              | | |                                               |                              |
| Pier Lucio Anelli | 1987                         | Alkohole, Natriumhypochlorit, TEMPO                                                                               | Oxidation                                                                                                  | Aldehyde/Ketone                               | [ 34 ]                       |
| Reaktionschema Anelli-Oxidation |                              | | |                                               |                              |
| Angeli-Rimini-Reaktion |                              | | |                                               |                              |
| Angelo Angeli, Enrico Rimini | 1896                         | Aldehyde, Benzolsulfhydroxamsäure                                                                                 | nukleophiler Angriff, Abspaltung eines Benzolsulfinates                                                    | Hydroxamsäuren                                | [ 35 ] [ 36 ]                |
| Reaktionsschema Angeli-Rimini-Reaktion                                                                                             |                              | | |                                               |                              |
| anionische Oxy-Cope-Umlagerung |                              | | |                                               |                              |
| siehe Cope-Umlagerung |                              | | |                                               |                              |
| Anschütz-Anthracen-Synthese |                              | | |                                               |                              |
| Richard Anschütz | 1883                         | Benzol, Bromethen, Aluminiumchlorid                                                                               | Friedel-Crafts-Alkylierung                                                                                 | Anthracen                                     | [ 37 ]                       |
| Reaktionsschema Anschütz-Anthracen-Synthese                                                                                        |                              | | |                                               |                              |
| Appel-Reaktion |                              | | |                                               |                              |
| Rolf Appel | 1971                         | Alkohole, Triphenylphosphin, Tetrachlormethan                                                                     | Bildung des Appel-Salzes aus CCl4 und PPh3, Nukleophile Substitution am Alkohol                            | Halogenalkane                                 | [ 38 ]                       |
| Reaktionsschema Appel-Reaktion |                              | | |                                               |                              |
| Appel-Robinson-Oxidation |                              | | |                                               |                              |
| Herbert H. Appel, Robert Robinson                                                                                                  | 1935                         | D-Catechintetramethylester, Brom, Dioxan, Iodwasserstoffsäure                                                     | Oxidation                                                                                                  | Cyanidin                                      | [ 39 ]                       |
| Reaktionschema Appel-Robinson-Oxidation                                                                                            |                              | | |                                               |                              |
| Arbusow-Reaktion (Michaelis-Arbusow-Reaktion)                                                                                      |                              | | |                                               |                              |
| August Michaelis, Alexander Arbusow                                                                                                | 1898                         | Phosphite, Alkylhalogenide                                                                                        | nukleophile Substitution                                                                                   | Monoalkylphosphonate                          | [ 40 ] [ 41 ]                |
| Reaktionsschema Arbusow-Reaktion                                                                                                   |                              | | |                                               |                              |
| Arduengo-Cyclokondensation |                              | | |                                               |                              |
| Anthony J. Arduengo | 1991                         | Glyoxal, Amine, Formaldehyd, Säure                                                                                | cyclische Kondensation                                                                                     | N,N-Disubstituierte Imidazoliumsalze          | [ 42 ]                       |
| Reaktionschema Arduengo-Cyclokondensation                                                                                          |                              | | |                                               |                              |
| Arens-van-Dorp-Reaktion |                              | | |                                               |                              |
| Jozef Ferdinand Arens, David Adriaan van Dorp                                                                                      | 1947                         | Carbonylverbindungen, Ethoxyacetylen; Grignard-Verbindung oder β-Chlorvinylether und Lithiumamid                  | Grignard-Reaktion bzw. nucleophile Eliminierung, Hydrierung, Hydratisierung                                | α,β-ungesättigten Aldehyde                    | [ 43 ]                       |
| Reaktionsschema Arens-van-Dorp-Reaktion                                                                                            |                              | | |                                               |                              |
| Arndt-Eistert-Homologisierung |                              | | |                                               |                              |
| Fritz Arndt, Bernd Eistert | 1935                         | Carbonsäurechloride, Diazomethan                                                                                  | Verlängerung einer Kohlenstoffkette um ein C-Atom                                                          | Carbonsäuren                                  | [ 44 ]                       |
| Übersichtsreaktion Arndt-Eistert-Homologisierung                                                                                   |                              | | |                                               |                              |
| Asinger-Reaktion |                              | | |                                               |                              |
| Friedrich Asinger | 1956                         | Ketone/Aldehyde, Schwefel, Ammoniak                                                                               | Mehrkomponentenreaktion                                                                                    | Thiazoline                                    | [ 45 ]                       |
| Reaktionsschema der Asinger-Reaktion mit Keton                                                                                     |                              | | |                                               |                              |
| Aston-Greenburg-Umlagerung |                              | | |                                               |                              |
| J. G. Aston, R. B. Greenburg | 1940                         | α-Halogenketon | intramolekulare Wanderung einer Alkyl- oder Aryl-gruppe (Umlagerung)                                       | Ester mit tertiärem α-Kohlenstoffatom         | [ 46 ]                       |
| Reaktionsschema der Aston-Greenburg-Reaktion                                                                                       |                              | | |                                               |                              |
| Atherton-Todd-Reaktion |                              | | |                                               |                              |
| F. R. Atherton, Alexander Robertus Todd                                                                                            | 1945                         | Dialkylphosphite, Tetrachlormethan, Base                                                                          | Bildung eines Reagenzes mit abgespaltener Methylgruppe, Deprotonierung des Phosphites, Chlorierung         | Dialkylchlorphosphate                         | [ 47 ]                       |
| Reaktionsschema der Atherton-Todd-Reaktion                                                                                         |                              | | |                                               |                              |
| Auwers-Synthese |                              | | |                                               |                              |
| Karl von Auwers | 1908                         | Benzofurane, Aldehyde, Brom                                                                                       | Aldolkondensation, Bromierung einer Doppelbindung, Umlagerung                                              | Flavonole                                     | [ 48 ]                       |
| Reaktionsschema der Auwers-Synthese                                                                                                |                              | | |                                               |                              |
| Auwers-Inhoffen-Umlagerung |                              | | |                                               |                              |
| Karl von Auwers, H.H. Inhoffen | 1921                         | Dienone, Säure | Umlagerung                                                                                                 | Phenole                                       | [ 49 ] [ 50 ]                |
| Reaktionsschema der Auwers-Inhoffen-Umlagerung                                                                                     |                              | | |                                               |                              |
| Aza-Claisen-Umlagerung |                              | | |                                               |                              |
| siehe Claisen-Umlagerung |                              | | |                                               |                              |
| Aza-Cope-Umlagerung |                              | | |                                               |                              |
| siehe Cope-Umlagerung |                              | | |                                               |                              |
| aza-Wittig-Reaktion |                              | | |                                               |                              |
| H. Staudinger, Jules Meyer (benannt nach Georg Wittig)                                                                             | 1919                         | Aldehyde/Ketone, Iminophosphorane                                                                                 | Wittig-Reaktion                                                                                            | Imine                                         | [ 51 ]                       |
| Reaktionsschema der Aza-Wittig-Rektion                                                                                             |                              | | |                                               |                              |